# Charleston (dança)
Na música, o charleston é uma dança surgida na década de 1920 pouco depois da Primeira Guerra Mundial, sendo um divertimento dos cabarés, onde as mulheres dançavam e mostravam as pernas porque as saias eram curtas e, também tinham o cabelo curto à la garçonne. O nome se origina da cidade estadunidense de Charleston (Carolina do Sul).

## História
As danças do balanço (swing dancing) foram criadas pela comunidade afro-norteamericana, como o charleston e o cakewalk que são dançadas enquanto toca à música swing jazz; estas são baseados na dança que os escravizados africanos nos Estados Unidos dançavam como forma de diversão. Na década de 1920, a escola Savoy Ballroom no bairro do Harlem (New York City) foi fundamental na popularização dos estilos de dança do balanço, o Lindy Hop é chamado "avô de todas as danças do balanço".